# Фъстъчено масло
Фъстъчено масло (или фъстъчена паста, на английски език – Peanut butter) е хранителен продукт, получен от изпечени и смлени на паста фъстъци, към които може да се добави незначително количество растително масло и сол. Добавянето на захари и особено на трансмазнини (хидрогенизирани масла) съществено изменя качеството на продукта. Натуралната фъстъчена паста (масло) може да се открие по информацията на етикета: в състава не трябва да има нищо друго, освен фъстъци.
Много популярен продукт е в англоезичните страни и техните бивши колонии Канада, САЩ, Австралия, Великобритания, Южна Африка, Нова Гвинея, Нова Зеландия, Филипини и Нидерландия.
Фъстъченото масло е един от най-висококалоричните и богати на белтъчини продукти от веганската кухня (588 kcal и 25 g белтък на 100 g продукт). Фъстъченото масло съдържа и наситени мазнини (предимно палмитинова киселина, 21% от общата мазнина). По-нискокалорична и с понижено съдържание на наситени мастни киселини е бадемовата паста.

## Употреба
Фъстъченото масло е подходяща храна за всякакви възрасти, тъй като е богато на мононенаситени мазнини, ресвератрол, протеини, витамини B3 и E, магнезий, фолиева киселина, диетични влакна, антиоксиданти.
По-голямата част от производството на фъстъци в САЩ отива за приготвяне на фъстъчено масло. Самото фъстъчено масло се употребява както като продукт за сандвичи (намазва се на филии, върху него се прибавя конфитюр), така и като добавка към множество сладкарски изделия, кракери и други продукти, където е необходимо подсилване на вкуса на фъстъци.